# وسایل نقلیه جاده
وسایل نقلیه جاده (به انگلیسی: Roadracers) فیلمی محصول سال ۱۹۹۴ و به کارگردانی رابرت رودریگز است. در این فیلم بازیگرانی همچون دیوید آرکت، سلما هایک، جان هاکس، جیسون ویلس و ویلیام سدلر ایفای نقش کرده‌اند.